# مليندا ماركس
مليندا ماركس (بالإنجليزية: Melinda Marx)‏ هي ممثلة أمريكية، ولدت في 14 أغسطس 1946 في الولايات المتحدة.

## وصلات خارجية
- مليندا ماركس على موقع IMDb (الإنجليزية)
- مليندا ماركس على موقع ميوزك برينز (الإنجليزية)
- مليندا ماركس على موقع ديسكوغز (الإنجليزية)
- مليندا ماركس على موقع قاعدة بيانات الفيلم (الإنجليزية)